# Аркадий Поптомов
Аркадий Поптомов (Попоски от рода Лешовци) е български екзархийски свещеник до края на Първата световна война.

## Биография
Учи в Лешочкия манастир „Света Богородица“ и Бигорския манастир „Свети Йоан Кръстител“. След ръкополагането му за български свещеник енорията му обхваща селата – Вруток, Печково, Церово, Ново село и Горно Йеловце. След Първата световна война и закриването на българските епархии в Македония преминава към сръбската православна църква.
В телеграма изпратена до председателя на Парламента по спорните черкви и училища в Македония и Одринско пише:
| „ | Село Върток, населено изключително с българи, притежава българско училище. Във време на новото преброяване 15 къщи се обявиха за сърбомани, и, макар досега всички религиозни обреди на населението да се извършваха от български свещеници и се служеше изключително на български, преди два месеци, правителството разреши, да се открие и сръбско училище, като постанови същевременно черкуването да става под ред. Тъй като в селото ни няма никакви сърби, помолихме правителството да отмени горните си решения, обаче молбата ни не се уважи. Просим надлежното Ви разпореждане за закриването на сръбското училище и отменение постановлението за съвместното черкуване. От името на българското население в с. Върток (Вруток) Свещ. Аркадий. | “ |

Семеен регистър на българските екзархийски къщи в енорията свещеник Аркадий отбелязва, че под ведомство на Българската екзархия са 47 къщи, 72 венчила, 282 членове.